# Eugenia pteroclada
Eugenia pteroclada är en myrtenväxtart som beskrevs av Ignatz Urban. Eugenia pteroclada ingår i släktet Eugenia och familjen myrtenväxter. Inga underarter finns listade i Catalogue of Life.